# كارل وولف (منافس ألعاب قوى)
كارل وولف (بالألمانية: Karl Wolf)‏ هو منافس ألعاب قوى ألماني، ولد في 2 فبراير 1912 في لادنبورغ في ألمانيا، وتوفي في 1 مارس 1975 في توبينغن في ألمانيا.

## وصلات خارجية
- كارل وولف على موقع أوليمبيديا (الإنجليزية)